# Bernard Widrow
Bernard Widrow (né le 24 décembre 1929) est un professeur américain de génie électrique à l'Université Stanford. 

## Biographie
Il est le co-inventeur de l'algorithme adaptatif Widrow-Hoff du filtre des moindres carrés moyens (LMS) avec son doctorant de l'époque, Marcian Hoff. L'algorithme LMS conduit aux réseaux de neurones artificiels ADALINE et MADALINE, et à la technique de rétropropagation. Il apporte d'autres contributions fondamentales au développement du traitement du signal dans les domaines de la géophysique, des antennes adaptatives et du filtrage adaptatif.